# Patriarchaat Aquileja
Het patriarchaat Aquileja was een prinsaartsbisdom in Italië.

## Geestelijk gebied
Het bisdom Aquileja bestond zeker al in 314. Het strekte zich toen uit over Venetië, Istrië, West-Illyrië, Noricum en Raetia secunda. Na de stichting van het aartsbisdom Salzburg in 798 was het missiegebied naar het noorden toe beperkt. Om geschillen te vermijden wees Karel de Grote in 812 de rivier de Drau aan als grens tussen beide kerkprovincies. 
Sinds het begin van de vijfde eeuw maakte de bisschop aanspraak op de aartsbisschoppelijke titel en sinds 558/68 op de patriarchentitel. Deze laatste titel werd aangenomen aan het begin van het schisma met Rome, als uitvloeisel van de Driekapittelstrijd. Door invallen van de Longobarden moest de metropoliet vluchten en werd de zetel verplaatst naar het eiland Grado. Daarna werd de zetel te Aquileja opnieuw bezet, zodat de kerkprovincie feitelijk was gesplitst. Zie: patriarchaat Grado.
In 1751 werd het patriarchaat op aandrang van Oostenrijk opgeheven. De bisdommen die op Oostenrijks gebied lagen kwamen in 1752 bij het nieuw gevormde aartsbisdom Gorizia en de overige bisdommen kwamen bij het nieuwe aartsbisdom Udine. De laatste patriarch van Aquileja werd de eerste aartsbisschop van Udine. Udine was al eeuwenlang de residentie van de patriarchen, dus er veranderde niet zoveel voor de laatste patriarch, die de oude titel tot zijn dood mocht blijven voeren.De patriarchale kerk van Aquileja werd een parochiekerk direct onder de paus. 
Onder de kerkprovincie van het patriarchaat Aquileia vielen de volgende suffragaanbisdommen:
| Suffragaan             | Italiaanse naam | Land     | Jaar van afstand | Nieuwe status              |
| ---------------------- | --------------- | -------- | ---------------- | -------------------------- |
| bisdom Iulium Carnicum | Zuglio          | Italië   | 480              | opgeheven                  |
| bisdom Säben           | Brixen          | Italië   | 798              | aan kerkprovincie Salzburg |
| bisdom Novigrad        | Cittanova       | Kroatië  | 1271             | aan patriarchaat Grado     |
| bisdom Mantua          | Mantova         | Italië   | 1552             | direct onder paus          |
| bisdom Como            | Como            | Italië   | 1528             | aan kerkprovincie Milaan   |
| bisdom Verona          | Verona          | Italië   | 1751             | aan kerkprovincie Udine    |
| bisdom Vicenza         | Vicenza         | Italië   | 1751             | aan kerkprovincie Udine    |
| bisdom Padua           | Padova          | Italië   | 1751             | aan kerkprovincie Udine    |
| bisdom Treviso         | Treviso         | Italië   | 1751             | aan kerkprovincie Udine    |
| bisdom Concordia       | Concordia       | Italië   | 1751             | aan kerkprovincie Udine    |
| bisdom Ceneda          | Ceneda          | Italië   | 1751             | aan kerkprovincie Udine    |
| bisdom Feltre          | Feltre          | Italië   | 1751             | aan kerkprovincie Udine    |
| bisdom Belluno         | Belluno         | Italië   | 1751             | aan kerkprovincie Udine    |
| bisdom Triëst          | Trieste         | Italië   | 1751             | aan kerkprovincie Gorizia  |
| bisdom Trente          | Trento          | Italië   | 1751             | aan kerkprovincie Gorizia  |
| bisdom Pula            | Pola            | Kroatië  | 1751             | aan kerkprovincie Udine    |
| bisdom Poreč           | Parenzo         | Kroatië  | 1751             | aan kerkprovincie Udine    |
| bisdom Pićan           | Pedena          | Kroatië  | 1751             | aan kerkprovincie Gorizia  |
| bisdom Koper           | Capodistria     | Slovenië | 1751             | aan kerkprovincie Udine    |

## Wereldlijk gebied
Ten tijde van het Frankische Rijk lag Aquileja in het markgraafschap Friuli, waarmee het in 952 binnen de invloedssfeer van het hertogdom Beieren kwam. Het patriarchaat kwam daarmee binnen het Heilige Roomse Rijk en werd een steunpunt voor de Duitse politiek in Noord-Italië. De keizers Otto I en Otto II schonken aan patriarch Radoaldo voor het eerst grote domeinen en forten; zij legden de basis voor het prinsaartsbisdom verder in de middeleeuwen. Keizer Hendrik IV schonk het patriarchaat in 1077 het hertogdom Friuli, het markgraafschap Istrië en het markgraafschap Krain. Hierdoor werd de patriarch rijksvorst. Tegen het einde van de periode van de Hohenstaufen verloor de patriarch zijn macht. In 1418/21 werd het gebied door de republiek Venetië veroverd en in 1445 deed de patriarch afstand van zijn wereldlijke heerschappij. Het stadje Aquileja (met enkele dorpen) kwam in 1516 tijdens een oorlog tussen Oostenrijk en de Republiek Venetië aan Oostenrijk. Afgezien van een periode in de Franse tijd bleef het stadje tot 1918 Oostenrijks.

## Patriarchen tot het einde van de wereldlijke heerschappij
- 963 - 983 of 984: Radoaldo of Rodoaldo
- 984-1019: Johan
- 1019-1042: Poppo (Wolfgang) van Karinthië
- 1042-1049: Everhard
- 1049-1063: Godwald
- 1063-1068: Rawenger (Ravangerio)
- 1068-1077: Sieghard, graaf van Peilstein
- 1077-1084: Hendrik van Biburg
- 1084-1085: (Swatobor) Frederik van Bohemen
- 1085-1121: Ulrich I van Karinthië/van Gorizia
- 1122-1130: Gerhard Primiero
- 1132-1161: Pilgrim I van Karinthië
- 1161-1182: Ulrich II, graaf van Treven
- 1182-1195: Godfried
- 1195-1204: Pilgrim II
- 1204-1218: Wolfgar van Erla/Leubrechtskirchen (1194-1204: bisschop van Passau)
- 1218-1251: Berthold van Andechs, hertog van Meranien
- 1251-1269: Gregor van Montelongo
- 1269-1273: Philipp, hertog van Karinthië (regent) (1247-1265: aartsbisschop van Salzburg)
- 1273-1299: Raimond van Thurn
- 1299-1299: Koenraad van Silezië
- 1299-1301: Peter Gerra
- 1302-1315: Ottobuono di Razzi
- 1316-1318: Gaston van Thurn
- 1319-1332: Paganus van Thurn
- 1334-1350: Bertram van Saint-Genès
- 1350-1358: Nicolaas (bastaard van Luxemburg)
- 1359-1365: Lodewijk I van Thurn
- 1365-1381: Markwart van Randeck (1348-1365: bisschop van Augsburg)
- 1381-1387: Philips van Frankrijk, hertog van Alençon
- 1387-1394: Johann Sobjeslaw, markgraaf van Moravië
- 1395-1402: Anton I Gaetano
- 1402-1408: Anton II Panciera
- 1409-1418: Anton III da Ponte (tegenpatriarch)
- 1412-1439: Lodewijk II, hertog van Teck
- 1439-1465: Lodewijk III Scarampo-Mezzarota

Jeruzalem · Lissabon · Venetië

Titulair patriarchaat: Oost-Indië · West-Indië

Voormalig patriarchaat: Latijns patriarchaat van Alexandrië · Latijns patriarchaat van Antiochië · Aquileja · Latijns patriarchaat van Constantinopel · Grado · Patriarchaat van het Westen